# (2478) Tokai
(2478) Tokai est un astéroïde de la ceinture principale.

## Description
(2478) Tokai est un astéroïde de la ceinture principale. Il fut découvert le 4 mai 1981 à Tokai par Toshimasa Furuta. Il présente une orbite caractérisée par un demi-grand axe de 2,23 UA, une excentricité de 0,07 et une inclinaison de 4,1° par rapport à l'écliptique.

## Compléments